# Otterstroom

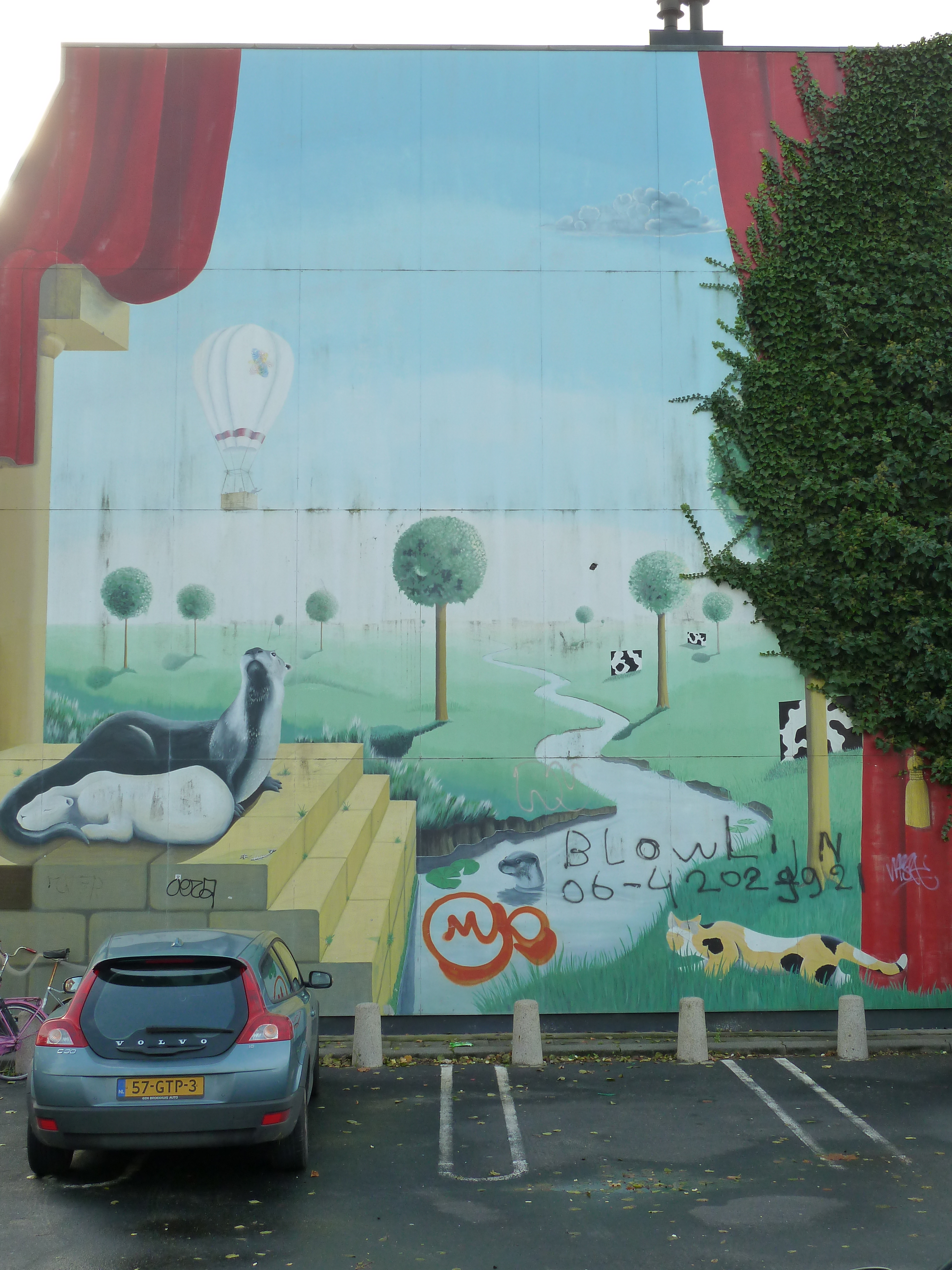
Muurschildering uit 1996 herinnert aan de Otterstroom

De Otterstroom, ook wel Het Stroompje of Het Stroompje bij den Doornboom genoemd, was een waterloop die stroomde door de huidige wijk Pijlsweerd in Utrecht. Het was een bedding van de Vecht of een wetering.

## Loop
Het stroomde van het Paardenveld, waar Catharijne- en Weerdsingel samenkwamen, een stuk langs de Amsterdamsestraatweg en maakte vervolgens tegenover de Daalstraat een bocht achter de huizen van de Otterstraat, waarna de stroom bij de Oudenoord samenkwam met de Westerstroom en als Noorderstroom langs de Zijdebalenstraat de Vecht instroomde. Genoemde straten zijn de huidige, Pijlsweerd was eertijds vooral tuinbouwgebied. Bij vergelijking van de kaarten van Specht en het kadaster blijkt dat bij de aanleg van de Amsterdamsestraatweg in 1812 de Otterstroom iets is verlegd.

## Geschiedenis
In 1383 wordt in het Utrechtse rechtsboek Liber Hirsutus Minor de bepaling opgenomen dat het molenaars- en het bakkersgilde ieder de halve breedte van de inmonding van Het Stroompje in de Stadsbuitengracht moesten onderhouden. Het Stroompje werd gebruikt door tuinders die per boot de beer naar hun landerijen brachten en de oogst naar de stad. De rijtjeshuizen die aan de zuidwestkant van de Amsterdamsestraatweg werden gebouwd, kregen ieder een brug over het stroompje die het huis verbond met de straat. In 1912 werden drie van deze huisjes afgebroken om plaats te maken voor een verbinding tussen de Herenweg en de Amsterdamsestraatweg middels een vaste brug over Het Stroompje. Het Stroompje werd inmiddels gebruikt als open riool en de gemeente maakte plannen om de waterstroom te dempen maar hoveniers hielden vast aan hun recht van doorvaart. In december 1925 werd besloten het deel langs de Amsterdamsestraatweg te dempen. De stroom werd een trottoir waardoor de thans gesloopte huizen direct aan de straat kwamen te liggen. Het resterende deel was zodanig vies geworden dat doorvaart alleen na de jaarlijkse uitbaggering mogelijk was. Het werd gedempt in 1941. In 1950 werd een spuiriool aangelegd dat de Otter- en Westerstroom verving. Het water uit dit riool stroomt nog altijd zichtbaar de Vecht in nabij de David van Mollembrug.